# Coupe de Belgique de cyclisme sur route 2024
Navigation
Coupe de Belgique 2023 Coupe de Belgique 2025
La Coupe de Belgique de cyclisme sur route 2024, officiellement nommée la Lotto Cycling Cup 2024, est la 9e édition de la Coupe de Belgique de cyclisme sur route. Elle débute le 27 février 2024 avec le Samyn et se termine le 20 septembre 2024 avec le Championnat des Flandres. 

## Attribution des points
Sur chaque course, les 15 premiers coureurs marquent des points et le coureur marquant le plus de points au total est considéré comme le vainqueur de la Coupe de Belgique.
Sur chaque épreuve, les points sont attribués avec le barème suivant :
| Position | 1  | 2  | 3  | 4  | 5  | 6  | 7 | 8 | 9 | 10 | 11 | 12 | 13 | 14 | 15 |
| Points   | 16 | 14 | 13 | 12 | 11 | 10 | 9 | 8 | 7 | 6  | 5  | 4  | 3  | 2  | 1  |

Dans chaque épreuve, il y a 3 sprints intermédiaires avec des points attribués au 3 premiers coureurs. Ces points sont ajoutés au classement individuel.
Les points attribués sont respectivement: 3-2-1 points.

## Résultats
| # | Date         | Course                                       | Vainqueur          | Équipe             | Leader du classement individuel |
| - | ------------ | -------------------------------------------- | ------------------ | ------------------ | ------------------------------- |
| 1 | 27 février   | Le Samyn (2024)                              | Laurenz Rex        | Intermarché-Wanty  | Laurenz Rex                     |
| 2 | 3 mars       | Grand Prix Jean-Pierre Monseré (2024)        | Jarne Van de Paar  | Lotto Dstny        | Jenthe Biermans                 |
| 3 | 5 mai        | Tour des onze villes (2024)                  | Alexander Kristoff | Uno-X Mobility     | Jarne Van de Paar               |
| 4 | 9 mai        | Circuit de Wallonie (2024)                   | Arnaud De Lie      | Lotto Dstny        | Jarne Van de Paar               |
| 5 | 19 mai       | Antwerp Port Epic (2024)                     | Alexander Kristoff | Uno-X Mobility     | Alexander Kristoff              |
| 6 | 29 mai       | Circuit franco-belge (2024)                  | Biniam Girmay      | Intermarché-Wanty  | Émilien Jeannière               |
| 7 | 8 juin       | À travers le Hageland (2024)                 | Gianni Vermeersch  | Alpecin-Deceuninck | Émilien Jeannière               |
| 8 | 15 août      | Tour de Louvain-Mémorial Jef Scherens (2024) | Markus Hoelgaard   | Uno-X Mobility     | Émilien Jeannière               |
| 9 | 20 septembre | Championnat des Flandres (2024)              | Tim Merlier        | Soudal Quick-Step  | Émilien Jeannière               |